# Wilson, Wisconsin
Wilson är en ort i St. Croix County i Wisconsin, USA.